# Bærums Verk
Bærums Verk là một làng nằm ở Na Uy.